# Locomotive SFAI 1106-1115
Le locomotive 1106 ÷ 1115 della SFAI, soprannominate "Nuovi Mastodonti dei Giovi" erano una serie di locotender permanentemente accoppiate dal lato della cabina. Furono espressamente progettate per la ferrovia Torino-Genova, sulla quale avrebbero dovuto sostituire i "Mastodonti dei Giovi".
Vennero costruite nel 1861-62 in 10 unità, accoppiate a formare 5 coppie, e a differenza dei primi "Mastodonti", di rodiggio B, questi avevano rodiggio C, ed erano notevolmente più pesanti. Tuttavia furono presto sostituiti nei servizi più pesanti dalle nuove locomotive di tipo "Bourbonnais".
Originariamente forniti alle Strade Ferrate dello Stato Piemontese, passarono nel 1865 alle Strade Ferrate dell'Alta Italia, che li numerarono inizialmente da 1106 a 1115, e nel 1869 da 1417 a 1426.
Nel 1885, con la creazione delle grandi reti nazionali, le macchine vennero spartite fra la Rete Adriatica e la Rete Mediterranea; alla RA pervennero tre coppie, che vennero classificate nel gruppo 201 con numeri da 2011 a 2016, alla RM pervennero due coppie, che furono numerate da 5301 a 5304.
Nel 1905, all'atto della statalizzazione delle ferrovie, esistevano ancora 3 macchine della RA e 3 della RM; le prime furono classificate nel gruppo 882, con numeri da 8821 a 8823, le seconde nel gruppo 881, con numeri da 8811 a 8813. Nel 1907 furono tutte concentrate nel nuovo gruppo 899, con numeri da 8991 a 8996, ma radiate poco dopo.